# Punta de Barrina
La Punta de Barrina és una muntanya de 1.013 metres que es troba al municipi de Mont-ral, a la comarca de l'Alt Camp.